# Куюсское сельское поселение
Куюсское сельское поселение — муниципальное образование в Чемальском муниципальном районе Республики Алтай России. Административный центр — село Куюс.

## История
Куюсское сельское поселение на территории Чемальского муниципального района было образовано в результате муниципальной реформы 2006 года.

## Население
| 2010 | 2011 | 2012 | 2013 | 2014 | 2015 | 2016 |
| ---- | ---- | ---- | ---- | ---- | ---- | ---- |
| 693  | ↗694 | ↘671 | ↘661 | ↗669 | ↘658 | ↘651 |
| 2017 | 2018 | 2019 | 2020 | 2021 |      |      |
| ↗653 | ↘634 | ↘615 | ↘606 | ↘497 |      |      |

## Состав сельского поселения
| № | Населённый пункт | Тип населённого пункта       | Население |
| - | ---------------- | ---------------------------- | --------- |
| 1 | Куюс             | село, административный центр | ↘210      |
| 2 | Эдиган           | село                         | ↗246      |
| 3 | Ороктой          | село                         | ↘195      |

## Достопримечательности
- курганная группа Ороктой;
- могильник Куюс;
- стоянка Кара-Тенеш
- грот Куюс;